# 瑪麗亞·蓮克水上運動中心
22°58′28″S 43°23′16″W / 22.97444°S 43.38778°W

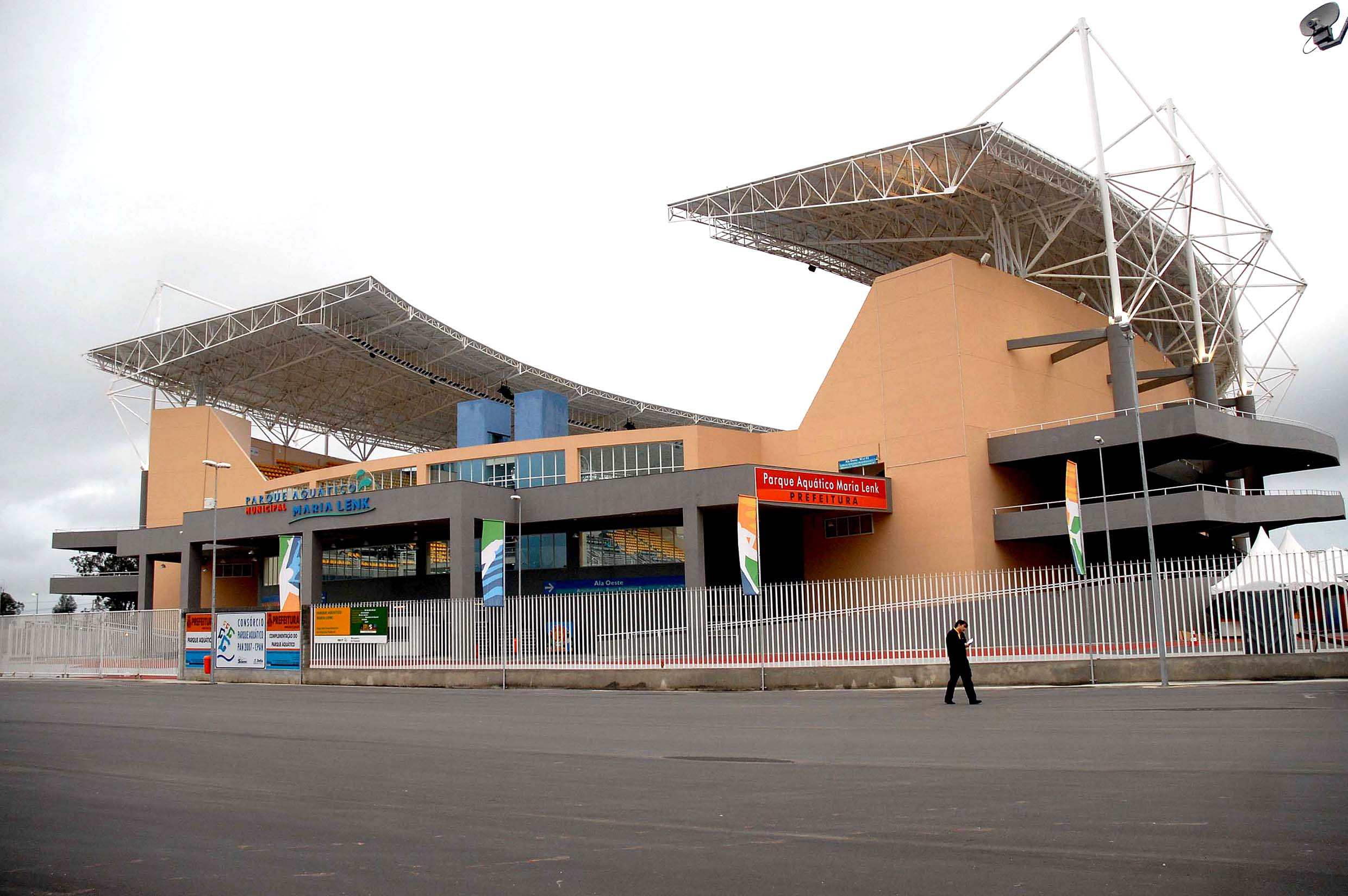
2007年泛美運動會時的瑪麗亞·蓮克水上運動中心

瑪麗亞·蓮克水上運動中心（英語：Maria Lenk Aquatic Park）是一座位於巴西里約熱內盧巴拉區綜合體育市的水上運動場館，最初為了舉行2007年泛美運動會的游泳、水上芭蕾及跳水項目而建造。本場地以巴西游泳名將瑪麗亞·蓮克命名，她在建築落成三個月前逝世。
場館依據國際游泳聯合會（FINA）所要求的規格設計，擁有一個奧運會級別的游泳池、室內暖池與跳水場。此外，此地也為了舉辦2007年帕拉泛美運動會，設有符合標準的特別設施。
場地面積42,000平方公尺，約可容納八千人。
截至2008年3月，此處交由巴西奧林匹克委員會管理，作為巴西游泳運動員、教練及官員的訓練場所，同時還舉辦課程、會議、研討會和水上運動項目相關的小型學校。由於在舉辦體育競賽方面乏善可陳，建築場館的合理性受到質疑，然而此處也將作為2016年夏季奧林匹克運動會的比賽場館之一，進行跳水和水上芭蕾賽事。
然而該場館屬於露天場地，再加上里約熱內盧的不穩定天氣，部分運動員抱怨此舉會影響其發揮。